# Kal, Pivka
Kal este o localitate din comuna Pivka, Slovenia, cu o populație de 313 locuitori.